# Žemaitiska
Žemaitėška, eller samogitiska, är en dialekt som talas av 500 000 personer, huvudsakligen i nordvästra Litauen. Žemaitiska är den ena av litauiskans huvuddialekter, den andra är aukštaitiškan.

## Alfabet

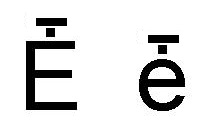
Bokstaven långt e skriven så här finns bara på samogitiska. Alfabetet har använts sedan mellankrigstiden.

Det samogitiska alfabetet har 32 bokstäver. Det använder samma bokstäver som litauiska, med följande skillnader:
- Det finns inga nasala vokaler (bokstäver med ogonek: ą, ę, į, ų).
- Det finns tre extra bokstäver för långa vokaler, skrivna med makron över (som i lettiska): ā, ē, ō.
- Långt i i samogitiska skrivs med en makron över: ī (till skillnad från litauiska, som använder y).
- Den långa vokalen ė skrivs som o med tilde över (õ). Egentligen ska den skrivas som ė med makron över: Ė̄ och ė̄.
- Det finns två extra diftonger i samogitiska som skrivs som digrafer: ou och ėi.

| A a | [ā]  | Ā ā | [ėlguojė ā] | B b | [bė] | C c | [cė]      | Č č | [čė]        | D d | [dė]        | E e | [ē]         | Ē ē | [ėlguojė ē] |
| Ė ė | [ė̄]  | Ė̄ ė̄ | [ėlguojė ė̄] | F f | [ėf] | G g | [gė, gie] | H h | [hā]        | I i | [ī]         | Ī ī | [ėlguojė ī] | J j | [jot]       |
| K k | [kā] | L l | [ėl]        | M m | [ėm] | N n | [ėn]      | O o | [ō]         | Ō ō | [ėlguojė ō] | P p | [pė]        | R r | [ėr]        |
| S s | [ės] | Š š | [ėš]        | T t | [tė] | U u | [ū]       | Ū ū | [ėlguojė ū] | V v | [vė]        | Z z | [zė, zet]   | Ž ž | [žė, žet].  |